# Уге, Хайме
Хайме Уге (кат. Jaume Huguet, 1412, Вальс, близ Таррагоны — 1492, Барселона) — каталонский художник периода поздней готики.

## Биография
Хайме Уге родился в 1412 году в Вальсе. Из семьи шерстобитов. После смерти отца в 1419 году воспитывался в семействе дяди, Пере Уге, в Таррагоне. Хайме получил первые уроки от дяди, который тоже был художником. Позже работал в Барселоне, между 1440 и 1445 годами в Сарагосе и снова в Таррагоне. Испытал влияние фламандской живописи, прежде всего, Рогира ван дер Вейдена. С 1454 г., женившись, работал в Барселоне, вступив в наиболее зрелый период своей живописи. Художник умер в Барселоне в 1492 году.
Некоторые работы художника хранятся в Национальном музее искусства Каталонии в Барселоне.

## Литература

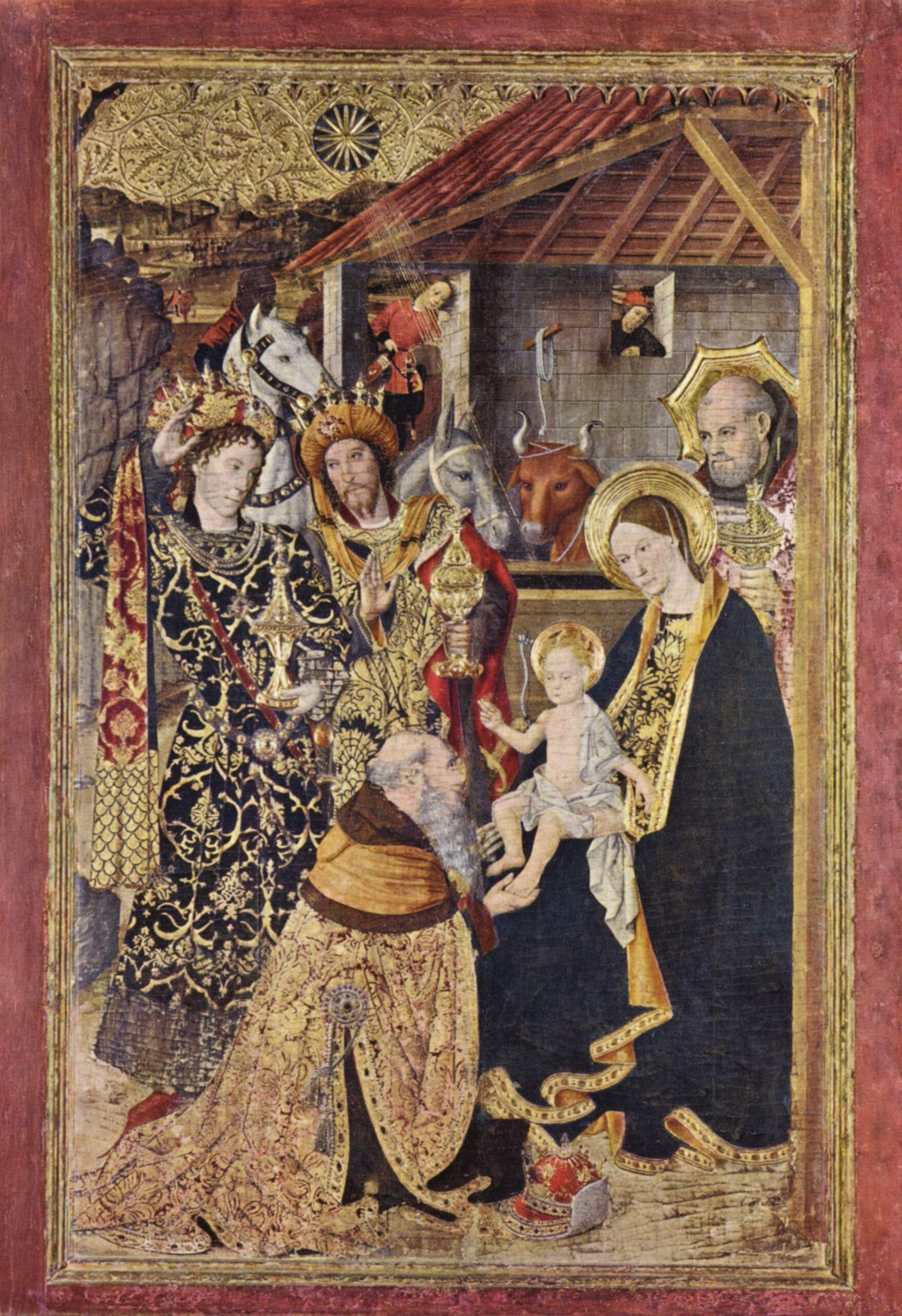
Хайме Уге. Поклонение волхвов. Национальный музей искусства Каталонии. Барселона